# Santuario de Fauna y Flora los Flamencos
Das Santuario de Fauna y Flora los Flamencos ist ein im Jahr 1977 gegründeter kolumbianischer Naturpark. Er liegt auf dem Gebiet der Gemeinde Riohacha im Departamento La Guajira an der Karibikküste (Región Caribe) über zwei große Lagunen auf einer Fläche von 7687 Hektar auf Meereshöhe. Ziel des Parkes ist neben dem Schutz der speziellen Fauna und Flora auch der Schutz des im Gebiet lebenden Indigenenstammes der Wayúu.
Das Klima ist bei Temperaturen zwischen die 25 und 30 °C warm. Der jährliche Niederschlag beläuft sich auf 800 bis 1000 Millimeter, wobei der meiste Niederschlag in den Monaten Mai bis Juni und Oktober bis November fällt.

## Fauna und Flora
Die Fauna und Flora ist geprägt von den in den Lagunen lebenden Arten, aber auch durch Arten der zwischen den Lagunen liegenden tropischen Trockenwäldern und Mangrovenengebiete. Dabei wachsen von fünf in der kolumbianischen Karibikregion vorkommenden Mangrovenarten, die Schwarze (Avicennia germinans), Weiße (Laguncularia racemosa) und Rote Mangrove (Rhizophora mangle), sowie die Knopfmangrove (Conocarpus erectus) in den Mangrovengebieten des Parkes.
Unter den (Sub)xerophyten Pflanzen finden sich Cordia dentata, Erythoxylon cartagenense, Libidibia coriaria, Pereskia colombiana, Hippomane manciella, Cnidosculus urens, Capparis odoratissima und Bulnesia arborea.
Sichtbarstes Element der Fauna sind die namensgebenden Flamingos, aber auch für die Schildkrötenarten Dermochely coriacea und Cheloni midas sowie die Unechte (Caretta caretta) und Echte Karettschildkröte (Eretmochelys imbricata) nutzen das Gebiet als Reproduktionsgebiet. In den Trockenwäldern finden sich beispielsweise Flachlandtapire (Tapirus terrestris) und Weißbartpekaris (Tayassu pecari).

## Ethnologische Geschichte
Archäologische Überreste zeugen davon, dass das heutige Parkgebiet vor der Eroberung durch die Spanier von einer zu den Arawak gehörenden Ethnie besiedelt war. Dieser Stamm zog im Zuge der Eroberung des Gebietes in Richtung Sierra Nevada de Santa Marta und vermischte sich mit den Kogi. Die heutzutage existierende Indigenensiedlung der Wayúu, Camarones, wurde 1595 gegründet.

## Bedrohungen
Gerade die Trockenwälder sind durch illegale Holzgewinnung bedroht.